# Carl Greenblatt
Carl Harvey Greenblatt (ur. 17 czerwca 1972 w Plano) – amerykański aktor i rysownik filmów animowanych i storyboardzista.
Pracował między innymi przy takich utworach jak SpongeBob Kanciastoporty, Billym i Mandy, Jam Łasicy i Chowder. W listopadzie 2007 roku Greenblatt zaczął pracę przy własnej bajce, stworzonej, wyprodukowanej, animowanej i emitowanej dla i przez Cartoon Network.

## Dubbing
- SpongeBob Kanciastoporty – Karol, sezon 4 odc. „Sprzedaż”
- Mroczne przygody Billy’ego i Mandy – Fred Fredburger
- Chowder – Kimchi, Kiris i Twórca Shnitzla
- Henio Dzióbek – Truś, Jeremi

## Programy
- Krowa i Kurczak
- Jam Łasica
- SpongeBob Kanciastoporty
- Zło w potrawce
- Kryptonim: Klan na drzewie
- Mroczne przygody Billy’ego i Mandy
- Chowder
- Henio Dzióbek